# 斯米日采

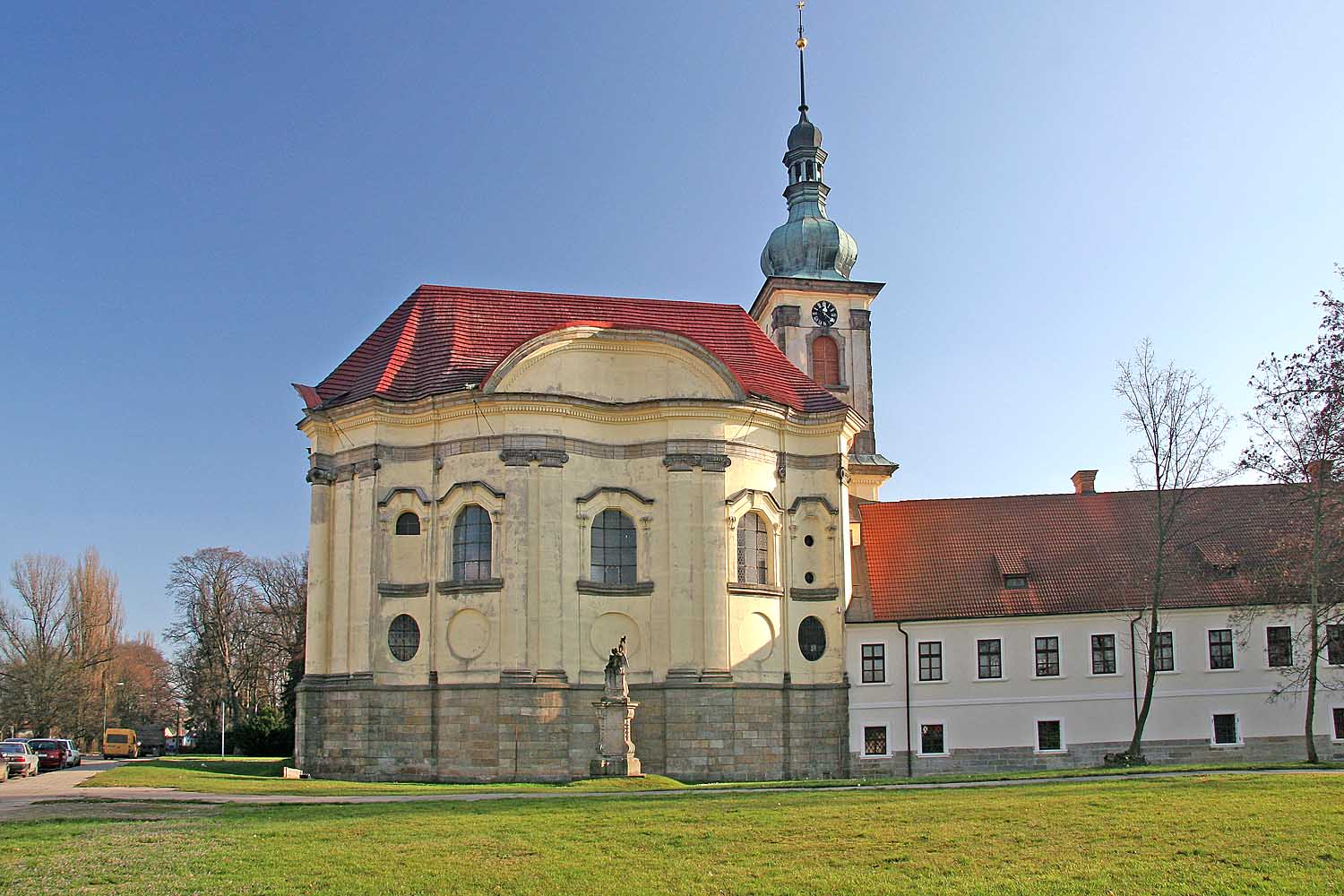

斯米日采是捷克的城鎮，位於該國北部，距離首府赫拉德茨-克拉洛韋11公里，由赫拉德茨-克拉洛韋州負責管轄，面積10.65平方公里，海拔高度240米，2006年人口3,104。

## 外部連結
- Municipal website (in Czech) （页面存档备份，存于）